# Зыкеево (Рязанская область)
Зыкеево — село в Спасском районе Рязанской области, входит в состав Выжелесского сельского поселения. 

## География
Село расположено в 17 км на север от центра поселения села Выжелес и в 39 км на северо-восток от районного центра Спасска-Рязанского. 

## История
Каменная церковь с такой же колокольней в селе Зыкеево Спасского уезда была построена на средства прихожан в 1883 году в память мученической кончины Императора Александра II. Престол в ней был один во имя благоверного Князя Александра Невского. 
В XIX — начале XX века село входило в состав Ижевской волости Спасского уезда Рязанской губернии. В 1906 году в деревне было 58 дворов.
С 1929 года село являлось центром Зыкеевского сельсовета Ижевского района Рязанского округа Московской области, с 1937 года — в составе Рязанской области, с 1963 года — в составе Спасского района, с 2005 года — в составе Выжелесского сельского поселения.

## Население
| 1859 | 1906 | 2010 |
| ---- | ---- | ---- |
| 502  | ↗517 | ↘17  |

## Достопримечательности
В селе находится действующая Церковь Александра Невского (1883).